# 斯庫波瓦山
48°2′1.3″N 24°49′39.5″E / 48.033694°N 24.827639°E

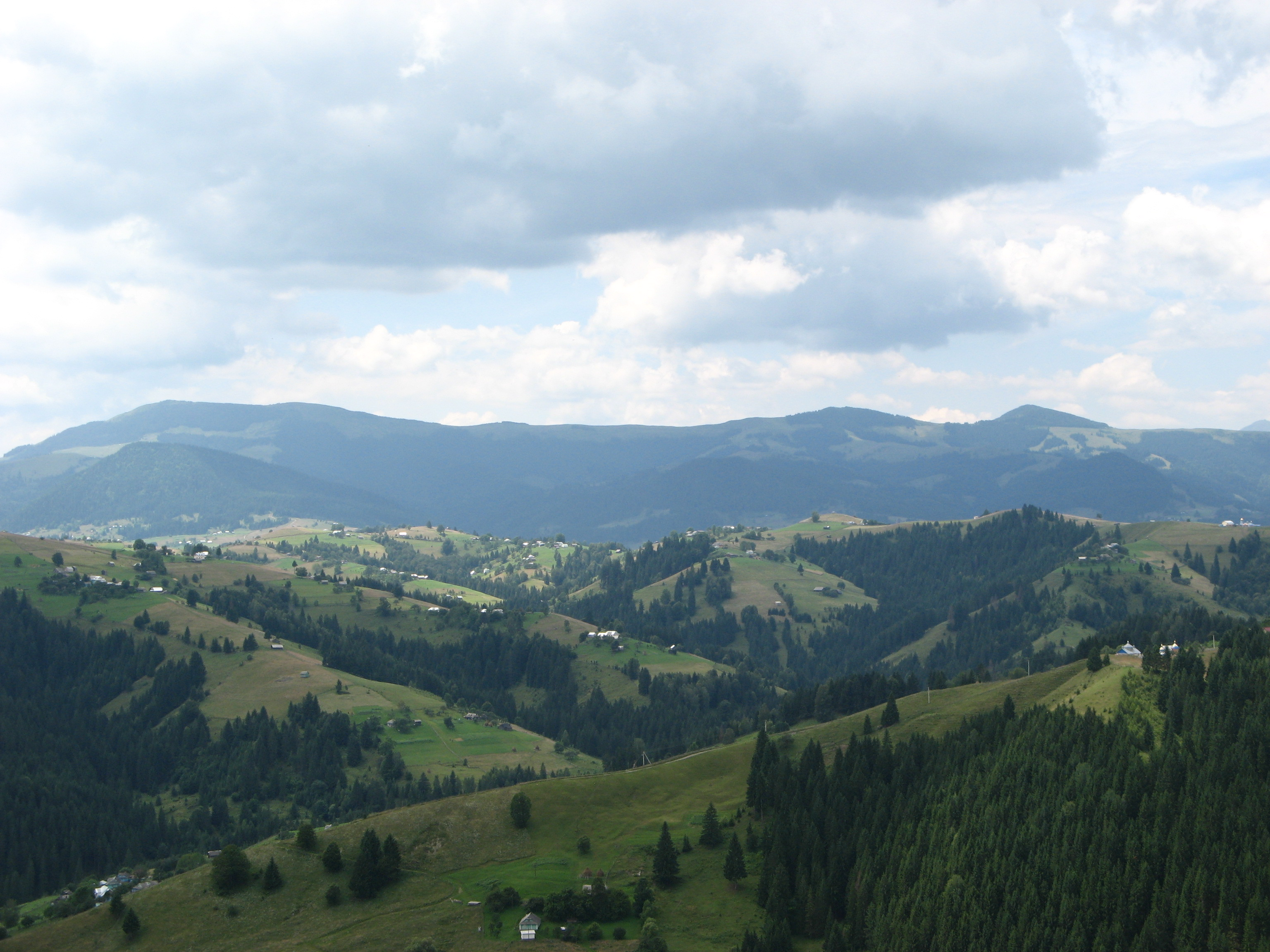

斯庫波瓦山是烏克蘭的山峰，位於該國西部伊萬諾-弗蘭科夫斯克州，處於韋爾霍維納區，屬於烏克蘭喀爾巴阡山脈中戈爾加內山脈的一部分，海拔高度1,579米。